# Nadja Kamer
Nadja Kamer (Schwyz, 23 juli 1986) is een Zwitserse alpineskiester.

## Carrière
Kamer maakte haar wereldbekerdebuut in januari 2005 in Santa Caterina, drie jaar later scoorde ze in Cortina d'Ampezzo haar eerste wereldbekerpunten. In januari 2009 behaalde de Zwitserse in Cortina d'Ampezzo haar eerste toptienklassering in een wereldbekerwedstrijd, een jaar later stond ze in Haus im Ennstal voor de eerste maal in haar carrière op het wereldbekerpodium.

## Resultaten

### Titels
Zwitsers kampioene reuzenslalom - 2010
Zwitsers kampioene supercombinatie - 2010
Zwitsers kampioene afdaling - 2010

### Olympische Spelen
| Jaar | Plaats    | Resultaten                                   |
| ---- | --------- | -------------------------------------------- |
| 2010 | Vancouver | 19e Afdaling DNF Super G DNF Supercombinatie |

### Wereldkampioenschappen
| Jaar | Plaats                 | Resultaten                       |
| ---- | ---------------------- | -------------------------------- |
| 2011 | Garmisch-Partenkirchen | 13e Super G 14e Afdaling         |
| 2013 | Schladming             | 4e Afdaling DNS2 Supercombinatie |
| 2015 | Vail/Beaver Creek      | 7e Afdaling                      |

### Wereldbeker

#### Eindklasseringen
| Seizoen   | Algm | AD  | SG  | SC  |
| --------- | ---- | --- | --- | --- |
| 2007/2008 | 94e  | -   | 33e | -   |
| 2008/2009 | 35e  | 27e | 16e | 21e |
| 2009/2010 | 17e  | 5e  | 17e | 25e |
| 2010/2011 | 27e  | 13e | 27e | 44e |
| 2011/2012 | 52e  | 15e | 43e | -   |
| 2012/2013 | 43e  | 12e | -   | -   |
| 2013/2014 | 55e  | 25e | 41e | -   |